# Andreas Scholl
Andreas Scholl (født 10. november 1967) er en tysk kontratenor. Han har speciale i barokmusik. Scholl har det samme stemmespand som den berømte altkastrat, Senesino, som Händel skrev sine største altpartier til. I 2005 blev Scholl den første kontratenor nogensinde, der blev inviteret til at synge solo ved den sidste promenadekoncert i London.

## Opera
Andreas Scholl debuterede i 1998 som operasanger ved festivalen i Glyndebourne med rollen som Bertarido i Händels Rodelinda. I 2002 og igen i 2005 sang han titelpartiet i Händels Julius Cæsar på Det Kongelige Teater i København. Opsætningen fra København – der såvel i 2002 som i 2005 var en gigantisk succes – er udgivet på dvd i september 2007.